# Арнольд, Андреа
Андреа Арнольд (англ. Andrea Arnold; род. 5 апреля 1961, Дартфорд, Великобритания) — британский кинорежиссёр

, сценаристка и актриса

. Режиссёр фильма «Американская милашка» (2016), а также второго сезона сериала «Большая маленькая ложь» (2019).

## Биография
Андреа Арнольд родилась 5 апреля 1961 году в Дартфорде, графство Кент, Англия. Была старшей из четырёх детей в семье. Её матери было лишь 16, а отцу 17 лет, когда она родилась. Родители развелись, когда Андреа была ещё в молодом возрасте. Её мать была вынуждена воспитывать четверых детей самостоятельно, о чём Арнольд вспоминает в своей короткометражке «Оса» (2003).
После окончания школы в конце 1970-х годов Арнольд работала на телевидении как танцовщица шоу, в частности в проекте BBC Top of the Pops. Впервые Андреа получила известность как актриса и телеведущая (вместе с Сэнди Токсвиг, Ником Стеверсеном и Нилом Бьюкененом) детского телевизионного шоу 1980-х годов № 73 на канале ITV. После того как № 73 в 1988 году было закрыто, Андреа Арнольд ещё в течение двух лет работала в команде детской программы Motormouth, которая демонстрировалась в том же временном интервале. В 1990-х годах Арнольд писала сценарии для A Beetle Called Derek, шоу, ориентированного на повышение экологической осведомлённости молодёжи.

## Фильмография
- 1997 — Молоко / Milk (короткометражка )
- 2001 — Собака / Dog  (короткометражка)
- 2003 — Подъём / Coming Up (сериал)
- 2003 — Оса / Wasp  (короткометражка)
- 2006 — Красная дорога / Red Road
- 2009 — Аквариум / Fish Tank
- 2011 — Грозовой перевал / Wuthering Heights
- 2014 — Очевидное / Transparent (сериал)
- 2016 — Американская милашка / American Honey
- 2024 — Птица / Bird